# Seberův mlýn
Seberův mlýn v Nišovicích v okrese Strakonice je vodní mlýn, který stojí severovýchodně od centra obce na řece Volyňka. Je chráněn jako nemovitá kulturní památka České republiky; předmětem ochrany je celý areál mlýna i s mlýnským náhonem.

## Historie
Mlýn je zakreslen na mapě I. vojenského mapování. Obytné stavení pochází z roku 1856; nápis na fasádě uvádí: „WOGTĚCH - LETA PÁNĚ 1856 - MILOTA“. Pekárna a kolna s chlívky byly postaveny po roce 1919. V roce 1930 byl jeho majitelem František Sebera.

## Popis
Areál mlýna obsahuje obytné stavení, mlýnici, sýpku a hospodářské budovy. Z východní strany mlýn obtéká mlýnský náhon (parc. č. 1389) vyvedený z Volyňky, která teče podél západní strany mlýna. Na obytné stavení navazuje patrová mlýnice s torzem lednice na mlýnském náhonu. Ze severu byla k domu a mlýnici přistavěna pekárna. Před západním průčelím se rozkládá předzahrádka obehnaná zdí s hlavní západní bránou do dvora. Na jižní straně dvora stojí stodola a kolny, na východní straně dvora jsou stáje, mezi nimiž a mlýnicí je brána vedoucí k náhonu a lednici.
Voda na vodní kolo vedla náhonem a odtokovým kanálem se vracela zpět do řeky. Dochovalo se umělecké složení mlýna; u vjezdu je uložen kamenný štok kladivové stoupy. V roce 1930 měl mlýn 1 kolo na spodní vodu (průtok 0.591 m³/s, spád 2.1 m, výkon 8.3 HP).